# Área ecológica de conservación Siete Iglesias
El Área Ecológica de Conservación Siete Iglesias (AECMSI) es un área natural protegida localizada al suroriente de Ecuador en la provincia de Morona Santiago. Se sitúa en las parroquias San Juan Bosco y Pan de Azúcar. Creada en 2006 como un área que garantice la permanencia de los bienes y servicios ambientales del gobierno municipal del Cantón San Juan Bosco. Es la primera área protegida bajo la denominación de Área Ecológica de Conservación.
La geografía se caracteriza por tener pendientes pronunciados y riscos, destacando las elevaciones Siete Iglesias y Pan de Azúcar. el rango altitudinal alcanza de los 1.140 a 3.840 metros.

## Características físicas

### Geología
AECMSI pertenece al complejo geológico de la Cordillera Andina Sur Oriental Ecuatoriana o Cordillera Real con intrusiones del Escudo Guayanés, está constituido por unidades líticas como rocas rocas volcánicas del Cretáceo hasta Paleoceno como tobas y andesitas; rocas metamórficas de edad Paleozoico hasta Jurásico como esquistos, gneiss, cuarcitas, rocas cristalinas arcaicas del Escudo Guayanéso base sobre el cual se depositaron los sedimentos del Paleozoico y Mesozoico inferior de la plataforma epicontinental durante varias transgresiones marinas.

### Geomorfología
Presenta relieves escarpados, montañosos, lagunas de origen glaciar, influenciada por la cordillera de los Andes, complejo Andino – Amazónico.

### Hidrología
El área protegida se ubica en la cuenca del Río Santiago, subcuenca del Río Zamora, microcuencas de los ríos Triunfo y Pan de Azúcar, y contiene dos drenajes menores, como el Paxi y el del Río Blanco.

### Clima
Se identifican tres tipos de climas: 
Ecuatorial de alta montaña, entre los  2.000 a 3699 m s. n. m. con una temperatura media generalmente de 8 °C con máximas hasta 20 °C y mínimas de 0 °C o menos, presenta precipitaciones entre 1000 y 2000 mm y humedad relativa mayor al 80 %.
Ecuatorial mesotérmico semi-húmedo entre los 1.200 a 2.000 m s. n. m. con una temperatura media entre 12 a 20 °C con máximos hasta 30 °C. con precipitaciones que van desde los 500  a 1.200 mm y humedad relativa entre los 65 y 85 %.
Tropical Megatérmico Húmedo, presenta precipitaciones mayores 2.000 mm; las temperaturas van desde 16 hasta 22 °C. La humedad relativa es de 81 % promedio al año.